# تونی سیریکو
تونی سیریکو (به انگلیسی: Tony Sirico) (زاده ۲۹ ژوئیه ۱۹۴۲ – درگذشته ۸ ژوئیه ۲۰۲۲) بازیگر آمریکایی بود.
از فیلم‌های معروف او می‌توان به بازی در فیلم رفقای خوب، چرخ شگفت‌انگیز، آتش گرفتن، میکی زاغه و لیلیهامر اشاره کرد.
او همچنین در سریال " سوپرانوز " نیز حضور داشته‌است.

## مرگ
سیریکو در ۸ ژوئیه ۲۰۲۲، سه هفته قبل از ۸۰ سالگی‌اش، در یک مرکز سالمندان در فورت لادردیل، فلوریدا درگذشت. هیچ دلیلی برای مرگ وی  ارائه نشد، اما چند سال قبل از مرگش تشخیص داده شده بود که او به زوال عقل مبتلا است.